# Carme Claramunt i Barot
Carme Claramunt i Barot (Roda de Berà, 28 de setembre de 1897 - Sant Adrià de Besòs, 18 d'abril de 1939) va ser una activista política catalana, militant d'Esquerra Republicana i d'Estat Català, que va ser afusellada pel franquisme a l'edat de 41 anys. Va ser la primera dona afusellada al Camp de la Bota, on el règim franquista va executar 1.717 persones entre 1939 i 1952.

## Biografia
Carme Claramunt, filla de Joan Claramunt Pujol i Josefina Barot Virgili, va nàixer a Roda de Berà, va viure a Badalona i va morir afusellada al Camp de la Bota el 18 d'abril de 1939, després de passar per la Presó de Dones de les Corts, on va ingressar el 3 de març d'aquell mateix any.
Va ser denunciada per una veïna, Maria Sallent, que també havia denunciat la seva tia, Angèlica Picas. La Carme i la Maria vivien a la mateixa casa al carrer de Mar de Badalona. A part de la confrontació ideològica, darrere la denúncia hi havia interessos econòmics. L'Angèlica, propietària de la botiga on treballava la Carme, tenia pensat deixar-li la botiga. La família Sallent esperava que els la deixés a ells, als quals els havien assassinat dos fills en període republicà i s'entestaren que els havien denunciat unes dones. Els falangistes van detenir la Carme i la seva tia, segons sembla, sense tenir cap mena de prova fefaent. Les acusacions van ser de rebel·lió militar i contra els poders legítims de l'Estat.
El 3 de març de 1939 ingressà a la Presó de Dones de les Corts i, segons l'ofici del 8 de març que va aportar la Falange, se la considera "dona molt perillosa" i nefasta per al "Glorioso Movimiento Nacional". Se la reconeix militant d'Esquerra Republicana i d'Estat Català. El consell de guerra es va celebrar el 27 de març al Palau de Justícia de Barcelona i la sentència la va condemnar a mort juntament amb Ginés Sànchez Quiles.
L'historiador Emili Ferrando recupera el cas de Carme Claramunt i la seva última carta, conservada per Joan Mercadé, de l'Associació També Hi Som. Mercadé és fill de Teresa Rius, que també va estar a la presó de les Corts. La carta, per raons òbvies escrita en castellà, és de la matinada del 18 d'abril de 1939, hores abans de ser afusellada. Diu així:
| « | Estimada tieta; Habiendo el juez ya decretado la pena de muerte y me ha dicho que asi lo habia decretado el Generalisimo, esta mañana a las cinco me van a fusilar. Tú sabes que matan a una inocente. Tú no padezcas por mi, porque es la única pena la de dejarte a ti, pero conformate que Dios lo quiere así. Yo desde el cielo rogaré por que a ti no te falte de nada. Tú ya sabes que no morimos, nada más dejamos la tierra. Tieta, yo no sé cómo decirte lo que quisiera decirte, de palabras de consuelo para que no desesperes, la única cosa que te consolará será el pensar en nuestra conciencia tan limpia. Tú, tia querida, te deseo muchos años de vida y salud. Ya notificarás a mis nunca inolvidables hermanos y sobrinos y a las amistades, que me han fusilado, que yo rogaré por todos por que aquí en la tierra no os falte nada. Tener mucho valor para resistir este golpe que todos tenemos que hacerlo, yo nada más quiero pedir para los otros compañeros y justicia, ya que yo no he podido disfrutar de ella. Le mando un sinfin de besos y abrazos, su hija que nunca la olvidará. | » |

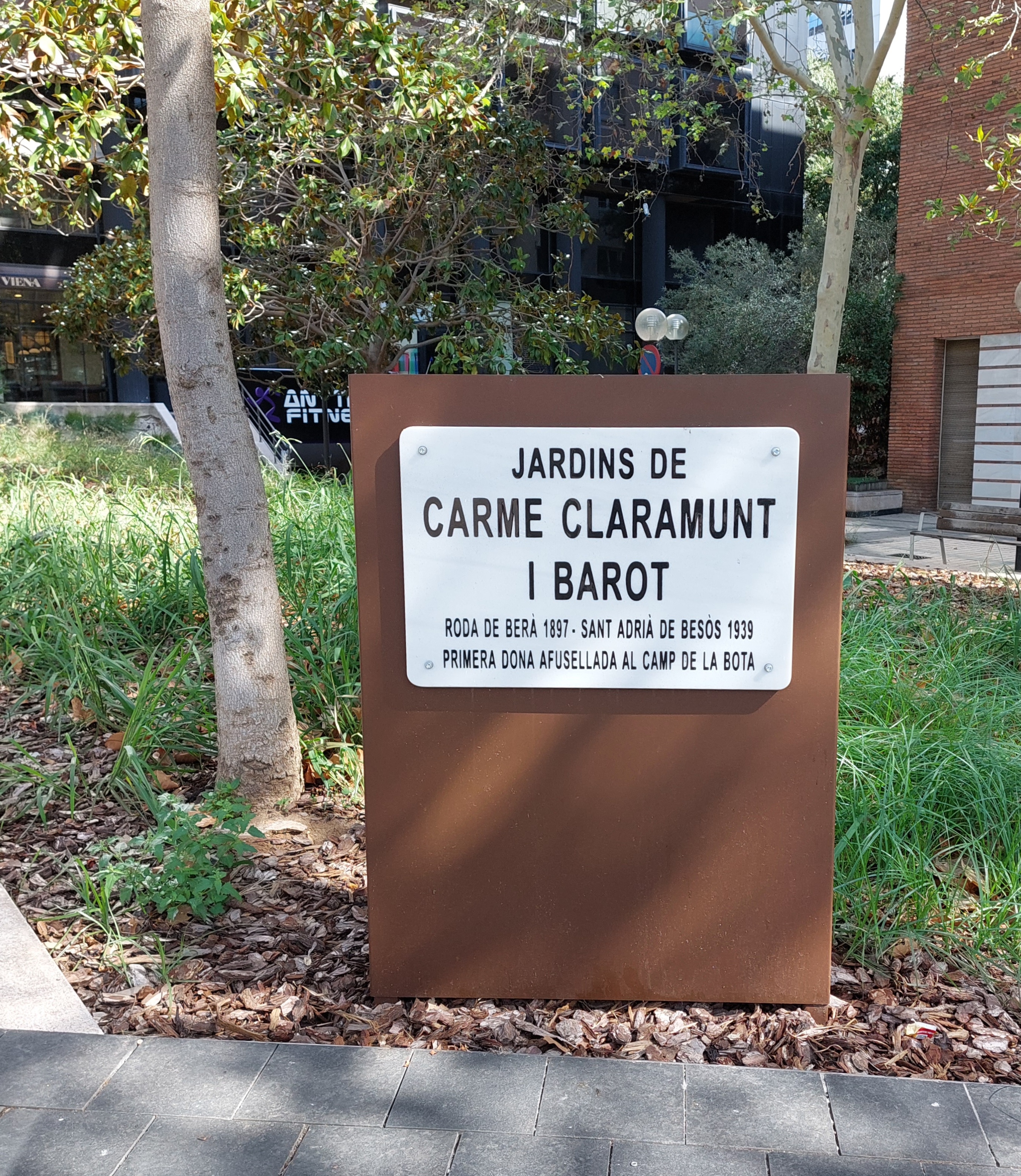
Jardins de Carme Claramunt, a Barcelona

El 18 d'abril de 1939 li van presentar la diligència de notificació de la pena, que es va negar a signar i ho van fer els testimonis presents. A les 2 de la matinada va ser lliurada, amb Sánchez Quiles, al cap de la força que havia d'executar la sentència. A les 5 de la matinada Carme Claramunt va ser afusellada al Camp de la Bota. Immediatament va ser soterrada a la fossa comuna, després que el metge present a l'acte en certifiqués la defunció.

## Reconeixement
L'any 2022 l'Ajuntament de Barcelona va aprovar posar el nom de Carme Claramunt i Barot a uns jardins de la ciutat, situats al costat del monument a la Presó de Dones de les Corts. El 10 de març de 2023 es va inaugurar la placa commemorativa en aquell espai.